# Coumafós
Cumafos é um não volátil, fosforotioato solúvel em gordura com propriedades para eliminar ectoparasitas, matando insetos e ácaros. É bem conhecido por uma variedade de marcas comerciais como uma imersão ou lavagem, de uso em animais domésticos e de fazendas para controlar carrapatos, ácaros, moscas e pulgas.
Também é usado para controlar ácaros Varroa em colônias de  abelhas melíferas, embora em muitas áreas está caindo em desuso, como os ácaros desenvolvem resistência a este produto e seus seus efeitos tóxicos residuais são cada vez mais compreendidos.
Na Austrália, seu registro como adequado para uso veterinário doméstico  foi cancelada pela Autoridade Australiana de Pesticidas e Medicina Veterinaria (Australian Pesticides and Veterinary Medicines Authority) em Junho 2004, após o fabricante falhar em mostrar que o produto era seguro para uso em animais domésticos.
O cumafos tem sido associado a problemas neurológicos em abelhas e pode ser um fator para o distúrbio de colapso de colônias.